# 火影忍者疾風傳劇場版：鳴人將死
《火影忍者疾風傳劇場版：鳴人將死》是《火影忍者疾风传》剧场版系列的第一部，于2007年8月4日開始在日本戲院正式上映，台灣則於2008年2月1日上映。
根據最新的預告片，本電影的故事主線將着重于「鳴人將死」。

## 故事大纲
紫苑─鬼之國巫女使用自己的特殊能力，預言鳴人即將死亡。她擁有兩種能力，封印魔物的能力和預言他人死亡的能力。由於被「鬼」追殺，所以接受木葉忍者的保護。
這次故事的舞臺是「鬼之國」，據知當地有「惡鬼」這種只存在傳說中的怪物出現。因為紫苑的能力，所以那些魔物追殺紫苑，而鳴人等人就負責保護紫苑，被紫苑預言即將死亡的鳴人如果不離開紫苑，就會步入死亡，但失去鳴人保護的紫苑定會被魔物所殺。世上只有紫苑一人會封印魔物，如果紫苑死了，那世界定會踏上滅亡之路，所以鳴人決定留下保護紫苑，挑戰那不會失效的「死之預言」。

## 电影主题曲
Lie-Lie-Lie / DJ OZMA
據悉，該曲的主唱者DJ OZMA也是火影迷，并表示非常開心能為火影忍者的電影版演唱主題曲。主唱者是氣志團的綾小路翔。

## 登場人物

### 主要角色
- 漩涡鸣人
竹内順子﹝日﹞；蔣篤慧﹝台﹞；雷碧娜﹝港﹞
- 春野樱
中村千繪﹝日﹞；丘梅君﹝台﹞；梁少霞﹝港﹞
- 日向宁次
遠近孝一﹝日﹞；林佑俽﹝台﹞；袁淑珍﹝港﹞
- 李洛克
増川洋一﹝日﹞；丘梅君﹝台﹞；黃玉娟﹝港﹞

### 劇場版角色

#### 鬼之國
- 紫苑

聲優：藤村步
鬼之國的巫女，擁有預知他人「死亡」的能力外，還擁有能穿越「時間」的力量。
所謂預言死亡的能力，其實是對巫女自身的警告。每當巫女面臨死劫時，其穿越「時間」的力量便會發動，將即將到來的死亡藉由過去的自己告訴給巫女身邊的隨從，而得知這件事的隨從會為了保護巫女而不惜犧牲自己。巫女所看到的預言，其實便是他人代替巫女而死的結果。若是不按照預言發展，死亡的便是巫女自身。
由於預言死亡的緣故，村人在尊敬紫苑的同時也都畏懼著她。紫苑自小就受到他人的疏遠，而真心敬愛她的隨從們卻一直為了保護她而死去，在承受孤獨與失去的歲月中，紫苑以嬌蠻任性的性格來保護自己。后被鸣人感化，打破自身的命运，任务结束后，紫苑道出了她对鸣人的喜爱（喜欢上鸣人）。
封印石
在一個清澈透明的鈴鐺內，有顆紅色的小石頭，這顆紅色的石頭除了具有保護紫苑的力量外，還封印住紫苑一大半的力量。
- 彌勒

聲優：折笠富美子
紫苑的母親，曾穿越「時間」救了紫苑一命。

#### 沼之國
魍魎
配音：加藤精三（日）；林協忠（台）
長年被紫苑的母親彌勒封印的魔物。
黃泉（よみ）
配音：中村秀利（日）；陳幼文（台）
對魍魎有著絕對忠誠心的醫療忍者，發明出暗黑醫療忍術。

## 续作
续作火影忍者疾风传剧场版：牵绊

## 制作
- 原作：岸本齊史
- 監督：亀垣一
- 脚本：武上純希
- 角色设计：西尾鐵也
- 音楽：高梨康治 、刃-yaiba-